# Бенвуд (Западна Вирџинија)
Бенвуд (енгл. Benwood) град је у америчкој савезној држави Западна Вирџинија.

## Демографија
По попису из 2010. године број становника је 1.420, што је 165 (-10,4%) становника мање него 2000. године.
| Група             | 2000.         | 2010.         |
| Белци             | 1.554 (98,0%) | 1.351 (95,1%) |
| Афроамериканци    | 18 (1,1%)     | 18 (1,3%)     |
| Азијати           | 1 (0,1%)      | 2 (0,1%)      |
| Хиспаноамериканци | 3 (0,2%)      | 14 (1,0%)     |
| Укупно            | 1.585         | 1.420         |